# Daniel Morelon
Daniel Morelon (n. 24 iulie 1944, Bourg, Ain, Franța) este un ciclist francez, medaliat olimpic. A participat la 4 ediții ale Jocurilor Olimpice (1964, 1968, 1972, 1976) în care a câștigat o medalie de aur.